# Processo de paz israelo-palestiniano

Paz israelo-palestiniano

O processo de paz israelo-palestiniano refere-se às discussões intermitentes mantidas por vários partidos e às propostas apresentadas na tentativa de resolver o conflito israelo-palestiniano em curso. Desde a década de 1970, tem havido um esforço paralelo para encontrar termos sobre os quais a paz possa ser acordada tanto no conflito árabe-israelense como no conflito palestino-israelense. Alguns países assinaram tratados de paz, como os tratados Egito-Israel (1979) e Jordânia-Israel (1994), enquanto alguns ainda não encontraram uma base mútua para o fazer.

## Principais questões atuais entre os dois lados
Existem inúmeras questões a resolver antes que uma paz duradoura possa ser alcançada, incluindo as seguintes:
- Fronteiras e divisão do terreno;
- Emoções fortes relacionadas ao conflito em ambos os lados;
- Preocupações palestinas com os assentamentos israelenses na Cisjordânia;
- Situação de Jerusalém;
- Preocupações de segurança sobre terrorismo, fronteiras seguras, incitamentos, violência;
- Direito de regresso dos refugiados palestinos que vivem na diáspora palestina.

## Diplomacia e tratados de paz árabe-israelenses
- Acordos de Armistício de 1949
- Plano Allon (1967-80)
- Plano Rogers (1969)
- Conferência de Genebra (1973)
- Acordos de Camp David (1978)
- Tratado de paz Egito-Israel (1979)
- Conferência de Madri de 1991
- Acordos de Oslo (1993)
- Tratado de paz Israel-Jordânia (1994)
- Reunião de Camp David de 2000